# 遊色効果

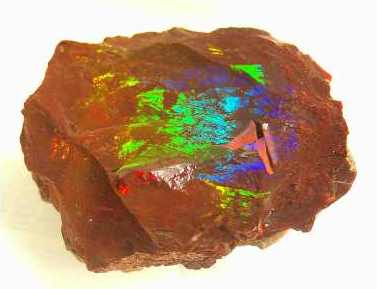
エチオピア産オパールの遊色効果

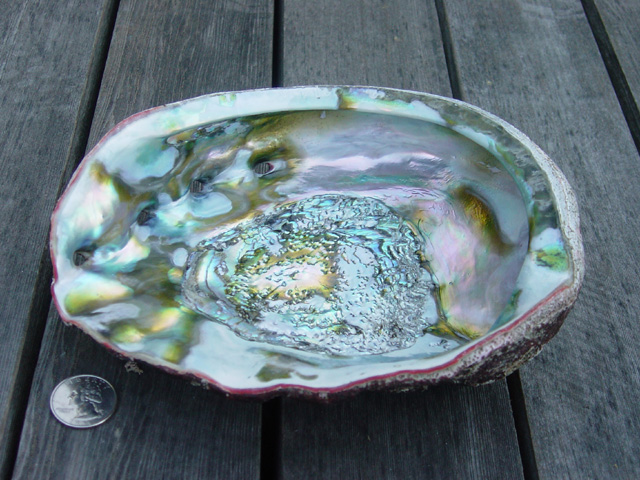
アワビの貝殻内面の遊色効果（イリデッセンス）

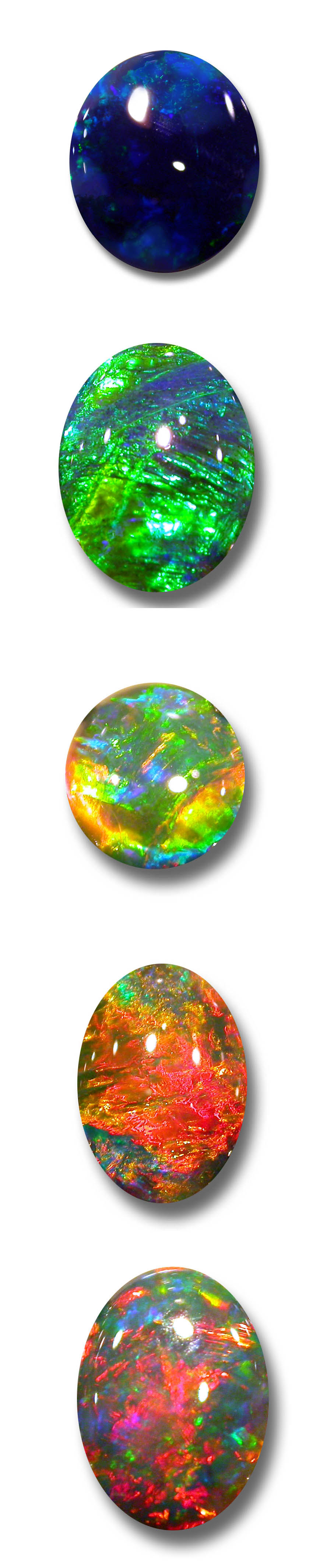
ブラックオパールの色の変化

遊色効果（ゆうしょくこうか、英語: play of color）は、宝石などが示す光学効果の一種で、結晶の層状構造や粒子配列によって光が分散され、虹のような多色の色彩を示す現象である。
遊色効果を示す鉱物の代表例がオパールである。オパールは非晶質であり、珪酸粒子の六方最密充填構造を主体とする含水コロイド（シリカゲル）である。ここに光が入射すると、珪酸粒子の大きさに応じた波長の光が回折を起こし、波長毎に分かれた光が虹色を呈する。これは特に蛋白光（opalescence）と呼ばれる。
オパールの他に、ラブラドライトや真珠、研磨した貝殻などに見られる暈色（うんしょく; iridescence、イリデッセンス）を遊色効果に含める場合もある。